# Partia Wolności (Holandia)
Partia Wolności (niderl. Partij voor de Vrijheid, PVV) – holenderska populistyczna i nacjonalistyczna partia polityczna powstała w 2006 roku. Jej założycielem, liderem oraz jedynym członkiem jest Geert Wilders, który w przeszłości przynależał do partii VVD.

## Ideologia
Doktryna partii określana jest jako populistyczna, który w wydaniu Partii Wolności czerpie zarówno z elementów prawicowych i lewicowych. Jednak widoczne w postulatach partii hasła antyimigracyjne, eurosceptyczne, nacjonalistyczne i antyislamskie powodują, że jest ona określana mianem skrajnie prawicowej.

## Program
Wśród głównych postulatów partii znajdują się:
- budowanie tożsamości narodowej wśród Holendrów
- zakaz rytualnego uboju zwierząt
- wprowadzenie demokracji bezpośredniej
- zakaz otwierania coffee shopów w promieniu 1 km od szkół
- deportacja przestępców z podwójnym lub obcym obywatelstwem do ich kraju pochodzenia po odbyciu przez nich kary więzienia
- ograniczenie możliwości zatrudniania imigrantów z nowych państw członkowskich UE i krajów arabskich
- likwidacja senatu
- zamknięcie szkół islamskich
- wysokie kary dla osób (szczególnie muzułmanów) dopuszczających się przemocy wobec osób homoseksualnych i Żydów
- koniec z islamskim apartheidem płciowym
- konstytucyjna ochrona kultury judeochrześcijańskiej i humanistycznej w Holandii
- obrona tolerancji dla osób homoseksualnych oraz równości kobiet i mężczyzn
- zniesienie prawa zakazującego palenia w barach.

## Kontrowersje
W 2012 partia otworzyła internetowy portal mający zbierać donosy na imigrantów z Europy Środkowo-Wschodniej. Parlament Europejski oficjalnie potępił portal. Pozytywne stanowisko wobec potępienia portalu przez PE wyraziło Polskie MSZ. Marcin Bosacki poinformował w komunikacie że: MSZ wyraża zadowolenie z wyniku głosowania w PE nad rezolucją potępiającą antyimigracyjny portal internetowy Partii na rzecz Wolności PVV, a także z reakcji holenderskiego rządu w tej sprawie.

## Poparcie w wyborach

### Wybory doIzby Reprezentantów
| Wybory | Lider         | Wyniki    | Wyniki     | Mandaty | +/–  | Rząd               |
| Wybory | Lider         | Głosy     | %          | Mandaty | +/–  | Rząd               |
| ------ | ------------- | --------- | ---------- | ------- | ---- | ------------------ |
| 2006   | Geert Wilders | 579 490   | 5,89 (#5)  | 9/150   | Nowa | Opozycja           |
| 2010   | Geert Wilders | 1 454 493 | 15,45 (#3) | 24/150  | 15   | Wsparcie rządu     |
| 2012   | Geert Wilders | 950 263   | 10,08 (#3) | 15/150  | 9    | Opozycja           |
| 2017   | Geert Wilders | 1 372 941 | 13,06 (#2) | 20/150  | 5    | Opozycja           |
| 2021   | Geert Wilders | 1 124 482 | 10,79 (#3) | 17/150  | 3    | Opozycja           |
| 2023   | Geert Wilders | 2 450 878 | 23,49 (#1) | 37/150  | 20   | Opozycja (od 2025) |

### Wybory doParlamentu Europejskiego
| Wybory | Lider listy         | Wyniki    | Wyniki     | Mandaty | +/-  |
| Wybory | Lider listy         | Głosy     | %          | Mandaty | +/-  |
| ------ | ------------------- | --------- | ---------- | ------- | ---- |
| 2009   | Barry Madlener      | 772 746   | 16,97 (#2) | 4/25    | Nowa |
| 2014   | Marcel de Graaff    | 633 114   | 13,32 (#3) | 4/26    | 0    |
| 2019   | Marcel de Graaff    | 194 178   | 3,53 (#10) | 0/26    | 4    |
| 2024   | Sebastiaan Stöteler | 1 057 662 | 16,97 (#2) | 6/31    | 6    |